# الشعاع الحديدي
الشعاع الحديدي هو نظام دفاع جوي موجه إسرائيلي تم الكشف عنه في 11 فبراير 2014.ودخل الخدمة في الجيش الإسرائيلي في 17 أغسطس 2020.صمم لتدمير الصواريخ قصيرة المدى وقذائف المورتر.
يصل مداها إلى 7 كيلومترات (4.3 ميل)، وهي قريبة جدًا من نظام القبة الحديدية لاعتراض المقذوفات بفاعلية. بالإضافة إلى ذلك، يمكن للنظام أيضًا اعتراض الطائرات بدون طيار. ستشكل منظومة الشعاع الحديد العنصر الخامس في نظام الدفاع الجوي الإسرائيلي المتكامل،  بالإضافة إلى آرو2، حيتس 3، و مقلاع داوود، و برق 8 ، والقبة الحديدية.

## خصائصه
تستخدم منظومة الشعاع الحديدي ليزر ليفي لتدمير هدف محمول جواً في غضون 4-5 ثوانٍ من إطلاق النار على مدى 20 كم. سواء كان يعمل كنظام مستقل أو مع إشارة خارجية كجزء من نظام دفاع جوي، يتم الكشف عن التهديد بواسطة نظام المراقبة وتتبعه بواسطة منصات المركبات من أجل الاشتباك. تتمثل الميزة الرئيسية لاستخدام سلاح طاقة موجه على صواريخ اعتراضية تقليدية في انخفاض تكاليف كل طلقة وعدد غير كبير من عمليات الإطلاق لإصابة الأهداف ، وتكاليف تشغيلية أقل وقوة بشرية أقل. كما لا يسقط حطام على المنطقة المراد حمايتها. تكلفة كل اعتراض لا تكاد تذكر ، على عكس الصواريخ الاعتراضية باهظة الثمن - حوالي 2000 دولار أمريكي لكل طلقة لتغطية جميع التكاليف ، مقابل 100.000 دولار إلى 150.000 دولار لكل إطلاق صاروخ مضاد للصواريخ. 
في عام 2016 ، تم الإبلاغ عن مستويات طاقة الليزر بأنها "عشرات الكيلوات". في حين أن المعلومات الرسمية غير متوفرة ، ذكر تقرير صدر عام 2020 أنه يُعتقد أن الحد الأقصى الفعال للشعاع الحديدي يصل إلى 7 كيلومترات ، ويمكنه تدمير الصواريخ والطائرات بدون طيار (الطائرات بدون طيار) وقذائف الهاون بعد حوالي أربع ثوانٍ من بضرب الهدف الطائر بليزر تكتيكي عالي الطاقة. تتلامس ليزرات الألياف الضوئية مع هدفها.
اعتبارًا من عام 2016، تم تمويل منظومة الشعاع الحديدي بشكل أساسي من قبل وزارة الدفاع الإسرائيلية (MoD)، مع متابعة Rafael لزيادة نطاق النظام والشراكة مع شركات أخرى لتطوير النموذج الأولي. . في ديسمبر 2022 ، أعلنت شركتي رافائيل و لوكهيد مارتن  الأمريكية عن جهد مشترك لتطوير نظام دفاع ليزر يعتمد على مشروع الشعاع الحديدي. الهدف هو إنتاج نظام يتكون من زوج من أشعة ليزر الحالة الصلبة والتي ، عند دمجها ، يمكن أن تعزز الطاقة حتى 300 كيلوواط ، بالإضافة إلى استخدام أكثر من شعاع واحد لحرق أكثر من هدف واحد في وقت واحد.

## التطوير
اعتمد النظام على خمس سنوات من البحث والتطوير في ليزر الحالة الصلبة وتم تطويره بواسطة شركة Rafael ، بتمويل من وزارة الدفاع ، وبضمان الولايات المتحدة. تتكون بطارية الشعاع الحديدي من رادار دفاع جوي ، ووحدة قيادة وتحكم (C2) ، ونظامين HEL (ليزر عالي الطاقة). كان من المفترض أن يكون متحركًا  وأن يكون قادرًا على استخدامه بمفرده، ولكن تم تحويله لاحقًا إلى غير متنقل لمعالجة مشكلات الوزن وتوفير الطاقة ودمجها في القبة الحديدية لتقليل التعقيدات. وهي مخصصة لنظام أطلاق ليزر لإنتاج 100-150 كيلووات من الطاقة في البداية.
في أبريل 2022 أعلنت وزارة الدفاع الإسرائيلية ورافائيل أنه في سلسلة من التجارب نجح النظام في إسقاط طائرات بدون طيار وصواريخ وقذائف هاون وصواريخ مضادة للدبابات. ضغط الجيش من أجل نشر مبكر للنظام الدفاعي ، ربما بسبب مخاوف من عدم وجود مقذوفات القبة الحديدية الكافية لمكافحة الهجمات ؛ قال رئيس الوزراء نفتالي بينيت في فبراير 2022 أن إسرائيل ستنشر النظام خلال عام. ومع ذلك ، في أكتوبر / تشرين الأول 2022 ، قال رافائيل إنه يتوقع أن يستغرق نشر سلاح بقوة 100 + كيلوواط عمليًا "عامين إلى ثلاثة أعوام". 

## اقرأ أيضا
- ليزر تكتيكي عالي الطاقة
- سيف ضوئي ، أبسط نظام ليزر دفاع جوي إسرائيلي